# Homoneura laciniosa
Homoneura laciniosa är en tvåvingeart som beskrevs av Kim 1994. Homoneura laciniosa ingår i släktet Homoneura och familjen lövflugor. Inga underarter finns listade i Catalogue of Life.